# Joachim Deumling
Joachim Karl Paul Nikolaus Deumling, född 25 januari 1910 i Bungerhof, död 2 april 2007 i Bad Lauterberg, var en tysk promoverad jurist och SS-Obersturmbannführer. Han blev 1937 ställföreträdande chef för Gestapo i Oppeln. Mellan 1943 och 1945 var Deumling befälhavare för Einsatzkommando 10b inom Einsatzgruppe E, en mobil insatsgrupp som hade till uppgift att mörda judar och bekämpa partisaner i Kroatien. Deumlings insatskommando opererade i området kring Osijek (Esseg).